# Clivia mirabilis
Clivia mirabilis là một loài thực vật có hoa trong họ Amaryllidaceae. Loài này được Rourke mô tả khoa học đầu tiên năm 2000.